# Rilkejeva pot
Rilkejeva pot je približno 2 kilometra dolga pešpot, speljana ob robu visokih pečin nad Sesljanskim zalivom. Odprta je bila leta 1987. Začne se v Sesljanu in poteka do Devina. Ime je dobila po pesniku in pisatelju Rainerju Marii Rilkeju, ki je bil v letih 1910/1911 gost kneginje Marie von Thurn und Taxis, rojene Hohenlohe, na Devinskem gradu. Tu je napisal ciklus Devinske elegije. Pešpot je del Naravnega deželnega rezervata Devinske stene, ki se razteza v občini Občini Devin - Nabrežina na površini 107 hektarjev, od tega je 63 hektarjev ob morju.
Najljubši kraj njunega srečanja je bila neurejena obala drobnega kamenja in skal, ki se je razprostirala od ustja Timave do čeri pod devinskim gradom. V tistih zalivih, med balvani, velikimi kot hiše, in drevesi, za katera se je zdelo, kot bi se hotela razrasti v morje s svojimi košatimi krošnjami, sta se lahko potuhnila pred vsem in vsemi in si poustvarila povsem svoj svet.— Dušan Jelinčič

## Potek poti
1. Turistično informativni center v Sesljanu
2. Goli kras
3. Bunker iz 1. svetovne vojne
4. Razgledna točka
5. Bunker iz 1. svetovne vojne
6. Devin

## Opis poti
Začne se v bližini odcepa z obalne ceste SS14 proti Sesljanskemu zalivu z marino (lokacija: 45°46′20″N 13°37′39″E / 45.772183°N 13.627584°E) pri Turistično informativnem centru. Na začetku poteka mimo kampa na desni in opuščenega kamnoloma ob morju na levi strani. Po kamnolomu pelje pot čez del golega krasa. Tu so vidne apnenčaste skale z žlebiči in gruščem iz zdrobljenega kamenja.
Pot se nadaljuje do bunkerja iz 1. svetovne vojne, kjer je urejena razgledna točka. Spustimo se lahko v notranjost bunkerja in po kratkem podzemnem hodniku pridemo do okna, skozi katerega lahko opazujemo obalo.
Skozi redko kraško goščavo in skalovje pelje pešpot do najvišjega dela, ki leži 90 metrov nad morjem. Tu je urejena tudi razgledna točka.
Po razgledišču vodi pot najprej po robu prepadnih sten nad morjem in med skalovjem, ki ga zarašča grmičevje. Skozi ročno posejan gozd črnega bora, pride pot do razpotja. Desno zavije na glavno cesto. Levo pa se nadaljuje po robu sten, med goščo in skalovjem do ostankov še enega bunkerja iz 1. svetovne vojne.
Nedaleč naprej je naslednje razkrižje, na katerem pot zavije desno na glavno cesto. Na levo je novi del poti, ki pelje skoraj do Devinskega gradu. Novi del je speljan mimo izkopov, narejenih v vojaške namene, in skozi bujni mešani gozd črnega bora in črničevja do Devina. Tu se začne tudi pot za ljudi z omejeno mobilnostjo, ki je speljana do razgledne točke na robu Devinskih sten.
Od aprila 2013 je bila pešpot uradno zaprta, saj jo je Carlo Alessandro Torre e Tasso, tretji grof gradu Devin iz plemiške družine Thurn und Taxis, lastnik zemljišča, po katerem pot poteka, po izteku pogodbe zaprl za javnost. Prehodnih je bilo le prvih sto metrov poti s sesljanske in z devinske strani. 8. novembra 2015 je bila pešpot ponovno v celoti odprta.

## Zanimivosti
- Tudi drugi pesniki so hodili po teh poteh, med njimi naši Simon Gregorčič, Igo Gruden in Anton Aškerc.